# ترمودینامیک سیالات
ترمودینامیک سیالات(به انگلیسی: Thermal fluids یا Thermofluids) شاخه ای از علم ترمودینامیک و دینامیک سیالات است که در مورد خواص ترمودینامیکی سیال در حال حرکت بررسی می شود.این علم در زبان انگلیسی با دو لغت ترمو به معنی گرما و فلوید به معنی سیال شناخته می شود.مباحثی چون انتقال حرارت،احتراق ،دینامیک سیالات و ترمودینامیک در مطالعات مربوط به این علم کاربرد دارد. 